# 陈子彬
陈子彬（1910年—？），福建龙岩人，中国政治人物，中国民主建国会中央委员会原常务委员、广东省委员会原主任委员，广东省政协原副主席，第三、四、五、六届全国政协委员，第七届全国人大代表。